# Zero Theorem
Pour plus de détails, voir Fiche technique et Distribution.
Zero Theorem ou Le Théorème zéro au Québec (The Zero Theorem) est un film de science-fiction britannico-roumano-français réalisé par Terry Gilliam et sorti en 2013. Le film se situe dans la continuité d'un univers de dystopie initié en 1985 dans Brazil et suivi de L'Armée des douze singes en 1995. Gilliam a suggéré que cela pourrait former un « triptyque orwellien ».

## Synopsis
À Londres, dans un futur indéterminé, Qohen Leth est programmeur informatique pour la société Mancom. Qohen vit reclus dans une chapelle réaménagée en lieu d'habitation et ne sort de chez lui que pour aller travailler. Il essaie tant bien que mal de se couper d'un monde bruyant à la joie agressive. Son supérieur, Management, lui confie le projet secret appelé « Zero Theorem » visant à déterminer si l'existence a un sens.
Alors qu'il poursuit sa tâche, Qohen est perturbé dans sa solitude par deux personnages envoyés par Management : la mystérieuse Bainsley et « Bob », le fils surdoué de Management.

## Fiche technique
Sauf indication contraire, les informations mentionnées dans cette section peuvent être confirmées par la base de données cinématographiques IMDb,  présente dans la section « Liens externes ».
- Titre original et français : Zero Theorem
- Titre québécois : Le Théorème zéro
- Réalisation : Terry Gilliam
- Scénario : Pat Rushin, d'après sa propre nouvelle The Call: A Virtual Parable
- Musique : George Fenton
- Direction artistique : David Warren
- Décors : Adrian Curelea
- Costumes : Carlo Poggioli (en)
- Montage : Mick Audsley
- Photographie : Nicola Pecorini
- Son : André Jacquemin
- Production : Dean Zanuck (en)
- Sociétés de production : The Zanuck Company, Voltage Pictures (en) et Zero Theorem
- Sociétés de distribution :  : Wild Side Films/Le Pacte (France)[3]
- Pays de production :  Royaume-Uni,  Roumanie et  France[4]
- Budget : 6 500 000 €[5]
- Langue originale : anglais
- Durée : 107 minutes
- Format : couleur - 35 mm - 1.85:1 - Son Dolby numérique
- Genre : science-fiction
- Dates de sortie[6] :
  - Italie : 2 septembre 2013 (Mostra de Venise 2013)
  - Royaume-Uni : 14 mars 2014[7]
  - France : 25 juin 2014[8]

## Distribution
- Christoph Waltz (VF : Eric Bonicatto) : Qohen Leth
- Mélanie Thierry (VF : Elle-même) : Bainsley
- David Thewlis (VF : Michaël Cermeno) : Joby
- Lucas Hedges (VF : Philippe Marchal) : Bob
- Matt Damon (VF : Olivier Valiente) : Management
- Tilda Swinton (VF : Marianne Chettle) : le Dr Shrink-Rom (psy)
- Ben Whishaw : Docteur 3
- Peter Stormare : Docteur 2
- Sanjeev Bhaskar : Docteur 1
- Rupert Friend
- Ingrid Bișu : collègue de travail (non créditée)
- Pat Rushin : extra (non crédité)

## Production

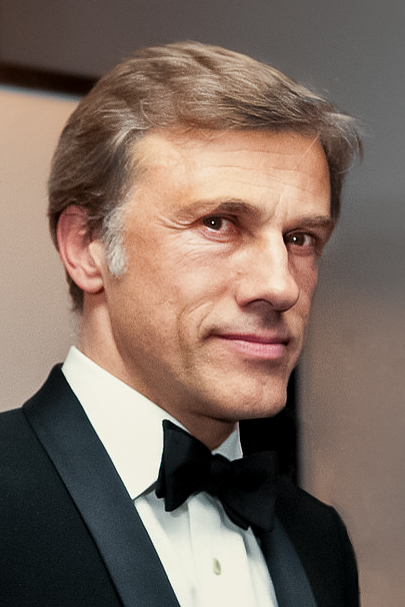
Christoph Waltz, premier rôle du film.

### Développement et attribution des rôles
Le scénario est écrit par Pat Rushin (en), professeur de l'université du centre de la Floride. Il s'inspire de passages du livre Ecclésiaste pour son œuvre. Il l'avait d'abord écrit sous la forme d'une nouvelle, Call, publiée en 1999. Un ami lui suggère d'en faire un script pour le cinéma. Inexpérimenté dans l'écriture de scripts, il consulte plusieurs exemples dont un exemplaire du scénario de Brazil (1985) de Terry Gilliam. Le script séduit Richard D. Zanuck qui veut le produire via sa société The Zanuck Company.
Le producteur Richard D. Zanuck voulait initialement Ewan McGregor pour incarner Qohen Leth, mais l'acteur refuse. Plus tard, le projet est relancé avec Billy Bob Thornton, Jessica Biel ou encore Al Pacino avec Terry Gilliam à la réalisation, dont la production doit débuter en 2009. Mais le projet est alors repoussé en raison des problèmes sur le tournage de L'Imaginarium du docteur Parnassus, marqué par le décès de son acteur principal, Heath Ledger.
En 2012, le projet est relancé, notamment en raison d'un énième report de L'Homme qui tua Don Quichotte, projet de longue date de Terry Gilliam. Christoph Waltz reprend le rôle principal. Terry Gilliam affirme l'avoir abordé en sortant de la cérémonie des BAFTA et lui avoir proposé un rôle, parce qu'il le trouvait brillant et était fasciné par son arrivée au rang des stars à 53 ans, alors qu'il était un acteur parfaitement inconnu jusque là. Il raconte lui avoir dit : « Écoute, tu ne seras jamais hors champ. Tu es le film. Donc je vais te suivre. Je ne vais pas m'asseoir et te dire quoi faire. Je te demanderai ce que tu penses, je suivrai, et on bâtira le film autour de toi. » Dean Zanuck (en) succède à son père Richard D. Zanuck comme producteur,.

### Tournage
Le tournage était planifié en Roumanie entre le 22 octobre 2012 et le 3 décembre 2012. Une journée supplémentaire sera nécessaire, portant la durée du tournage à 37 jours. Le film a été tourné en grande partie dans les studios Mediapro Pictures à Buftea. Le décor de la chapelle habitée par Qohen dans le film a nécessité neuf semaines de travail. L'équipe filme quelques jours en extérieur, en décors réels à Bucarest, notamment l'Athénée roumain, le parc Carol ou encore dans le parc technologique ICPE.
Il a été choisi de tourner sur pellicule pour mieux capter l'éclairage mis en place par l'équipe.

## Sortie et accueil

### Critique
Le film reçoit des critiques presse globalement mitigées. Sur l'agrégateur de critiques Rotten Tomatoes, il obtient 48 % d'avis favorables pour 132 critiques et une note moyenne de 5,6⁄10. Le consensus suivant résume les critiques compilées par le site : « Les fans de l'esthétique visuelle caractéristique du réalisateur Terry Gilliam trouveront tout ce pour quoi ils ont négocié, mais pour les non-convertis, The Zero Theorem peut s'avérer trop confus pour en profiter. » Sur Metacritic, il obtient une note moyenne de 50⁄100 pour 28 critiques.
Sur le site AlloCiné, qui recense 27 critiques de presse, le film obtient la note moyenne de 2,4⁄5
.

### Box-office
Produit pour un budget estimé entre 8,5 et 13,5 millions de dollars,, le film n'en récolte que 1,4 million de dollars au box-office.
| Pays ou région    | Box-office     | Date d'arrêt du box-office | Nombre de semaines |
| ----------------- | -------------- | -------------------------- | ------------------ |
| États-Unis Canada | 257 706 $      | 23 octobre 2014            | 5                  |
| France            | 77 046 entrées | -                          | -                  |
| Royaume-Uni       | 180 237 $      | -                          | -                  |
| Total mondial     | 1 486 506 $    |                            |                    |

## Distinctions principales
(en) Récompenses pour Zero Theorem sur l’Internet Movie Database

### Récompenses
- Mostra de Venise 2013 : mention spéciale Future Film Festival Digital
- Yoga Awards 2015 : meilleur acteur pour Christoph Waltz (également pour Big Eyes)

### Nominations
- Fantastic Fest 2013 : meilleur film
- Festival international du film de Copenhague 2014 : prix du public
- Saturn Awards 2015 : meilleur film de science-fiction

### Sélections
- Mostra de Venise 2013 : sélection en compétition officielle[28]
- Festival international du film de Marrakech 2013 : sélectionné hors compétition[29]

## Analyse
Terry Gilliam reprend dans ce film des thèmes orwelliens qu'il avait déjà développés dans Brazil et L'Armée des douze singes. Leth Qohen est suivi par des « hommes-caméras » sous les yeux d'un personnage ayant le nom de « Management », qui évoque l'omnipotent Big Brother de George Orwell.